# Keith Lockhart

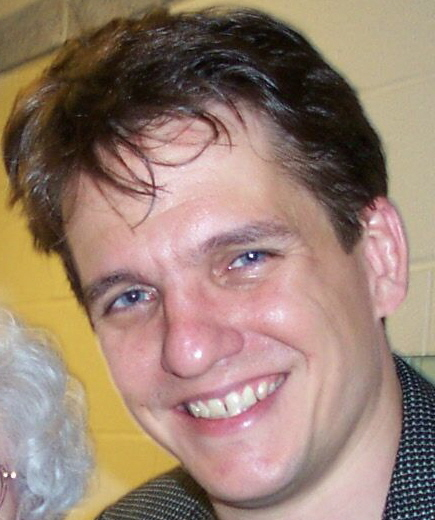
Keith Lockhart, 2003

Keith Lockhart (* 7. November 1959 in Poughkeepsie/New York) ist ein US-amerikanischer Dirigent.

## Leben
Lockhart hatte den ersten Musik- und Klavierunterricht im Alter von sieben Jahren und studierte an der Furman University und an der Carnegie Mellon University. Er begann seine Laufbahn als stellvertretender Dirigent des Cincinnati Symphony Orchestra und des Cincinnati Pops Orchestra (von 1990 bis 1995) und musikalischer Leiter des Cincinnati Chamber Orchestra (von 1992 bis 1999).
1995 übernahm Lockhart die Leitung des Boston Pops Orchestra. Mit diesem gab er bis 2020 mehr als zweitausend Vorstellungen und unternahm fünfundvierzig nationale und vier internationale Tourneen. Er wirkte mit dem Pops an achtzig Fernsehshows und an sportlichen Großveranstaltungen wie dem Super Bowl XXXVI, dem NBA-Finale 2008 und verschiedenen Veranstaltungen der Boston Red Sox mit. Unter anderem traten mit dem Pops unter Lockhart die Schauspieler Robert De Niro, Morgan Freeman, James Belushi, Steve Martin, Sarah Jessica Parker und Alec Baldwin und die Musiker Itzhak Perlman, Yo-Yo Ma und Joshua Bell sowie die Popsänger Elton John, Lionel Richie, Josh Groban, Mariah Carey und Natalie Cole auf. Zwei Alben mit dem Orchester – The Celtic Album und The Latin Album – wurden für einen Grammy bzw. Latin Grammy nominiert.
Weiterhin war Lockhart von 1998 bis 2009 Dirigent der Utah Symphony, mit der er bei der Eröffnungszeremonie der Olympischen Winterspiele 2002 auftrat, 2006 das Album Symphonic Dances aufnahm und alle sinfonischen Werke Gustav Mahlers aufführte. 2007 wurde er als Nachfolger von David Effron künstlerischer Leiter des Brevard Music Center Summer Institute and Festival. Von 2010 bis 2018 war er Chefdirigent des BBC Concert Orchestra. Mit diesem unternahm er u. a. eine Nordamerikatournee und hatte Auftritte bei dem Proms und bei den Feierlichkeiten zum diamantenen Thronjubiläum von Elizabeth II.
Als Gastdirigent trat Lockhart mit fast allen namhaften Orchestern der USA auf, außerdem u. a. mit dem Concertgebouw-Orchester, dem London Symphony Orchestra, der Tschechischen Philharmonie, dem Orchestra dell’Accademia Nazionale di Santa Cecilia, dem ORF Radio-Symphonieorchester Wien, dem Deutschen Symphonie-Orchester Berlin, dem NHK-Sinfonieorchester, dem Neuen Philharmonieorchester Japan, dem Hong Kong Philharmonic Orchestra und dem Melbourne Symphony Orchestra. Als Operndirigent leitete er Produktionen an der Atlanta Opera, der Washington Opera, der Boston Lyric Opera und der Utah Opera.

## Aufnahmen mit dem Boston Pops Orchestra
- Runnin’ Wild: The Boston Pops Play Glenn Miller
- American Visions
- The Celtic Album
- Holiday Pops
- A Splash of Pops
- Encore!
- The Latin Album
- My Favorite Things: A Richard Rodgers Celebration